# Nc/Nga myší model
Nc/Nga je inbrední myší kmen vyšlechtěný v Japonsku v roce 1957 na Nagojské univerzitě. Pro své biologické vlastnosti je využíván ve výzkumu jako model atopické dermatitidy u lidí.
Jsou-li tyto myši chované v konvenčních podmínkách, vznikají u nich kožní léze klinicky a histologicky velmi podobné lidským projevům atopické dermatitidy. Srst těchto myší je drsnější, a to hlavně na hlavě a hřbetní polovině těla. Na čumáku, uších a hlavě dochází ke vzniku erythematických lézí, krvácení, oděrkám, rozrušení, vysychání a oloupávání kůže. K tomuto však nedochází, jsou-li chované v prostředí bez specifických patogenů. Toto podporuje teorii, že atopická dermatitida je podmíněná jak geneticky, tak ovlivněná vnějším prostředím. U myší chovaných v konvenčních podmínkách rovněž dochází k mnohonásobně zvýšené produkci sérového IgE – stejně jako u lidské atopické dermatitidy.
Kůže s lézemi se vyznačuje hyperkeratinózou v epidermis. Dalším znakem je silný buněčný infiltrát v dermis. Tyto infiltrující buňky jsou hlavně CD4 pozitivní T lymfocyty s nižším zastoupením CD8 pozitivních T lymfocytů a makrofágů. Infiltrující buňky vedou ke zvýšené aktivaci žírných buněk. Dále je typická zvýšená produkce určitých chemokinů, cytokinů a příslušných receptorů. Značně zvýšená je produkce TARC (chemokin regulovaný aktivací a thymem). Tento chemokin hraje důležitou roli v patogenezi lézí. Infiltrující buňky produkují cytokiny typické pro Th2 polarizovanou imunitní odpověď, a to hlavně IL-4 a IL-5. Receptory CCR3 a CCR5 jsou exprimovány v kůži s lézemi i bez nich. CCR5 je však v kůži s lézemi zvýšený. CCR4 je receptor exprimovaný jen v kůži s lézemi. CCR4 je receptor pro TARC. Tyto rozdíly v expresi cytokinů a chemokinů jsou typické jen pro Nc/Nga myši chované v konvenčních podmínkách. 
Genetický determinant zodpovědný za vznik atopické dermatitidě-podobných lézí leží na chromozomu 9. Tento lokus kvantitativních znaků (QTL) byl pojmenován derm1 a v jeho blízkosti leží sedm genů, o nichž se předpokládá, že souvisí se vznikem a patogenezí atopické dermatitidy. Těchto sedm genů je: 
- buněčný antigen thymu theta 1 (Thy1)
- CD3 antigen delta, epsilon, gama (Cd3d, e, g)
- receptor pro interleukin 10 alfa (Il10ra)
- interleukin 18
- C-koncová Src kináza (Csk)

Všechny tyto geny, respektive jejich produkty se podílejí na vývoji T-lymfocytů.
Derm1 region je konservovaný na lidských chromozomech 11q22.2-23.3 a 15q21-25. Nicméně u člověka nebyl v tomto lokusu prokázán žádný gen přímo související se vznikem atopické dermatitidy.